# 張應辰
張應辰（？年—？年），别號環北，河南河南衛官籍洛陽縣人。

## 生平
万历三十四年（1606年）丙午科舉人，四十四年（1616）丙辰科进士，兵部觀政，初授濟南府推官，天啓元年本省同考，二年行取考选，擢四川道御史，三年养病。六年復除陕西道御史，天启末巡按广东，拒为魏忠贤建生祠，几及祸。崇祯二年巡按甘肃，三年掌河南道印，五年升大理寺左寺丞，六年升右通政，轉左通政，七年升官至右佥都御史、巡抚甘肃。八年，西宁人杀州官，逐守道，张应辰因此罢官。

## 家族
祖父張驥。父張嘉奎，學正。

## 引用
1. ↑  《萬曆四十四年丙辰科進士序齒録》